# Pachyodes amplificata
Pachyodes amplificata là một loài bướm đêm trong họ Geometridae.